# Brücke über die Taube Elbe

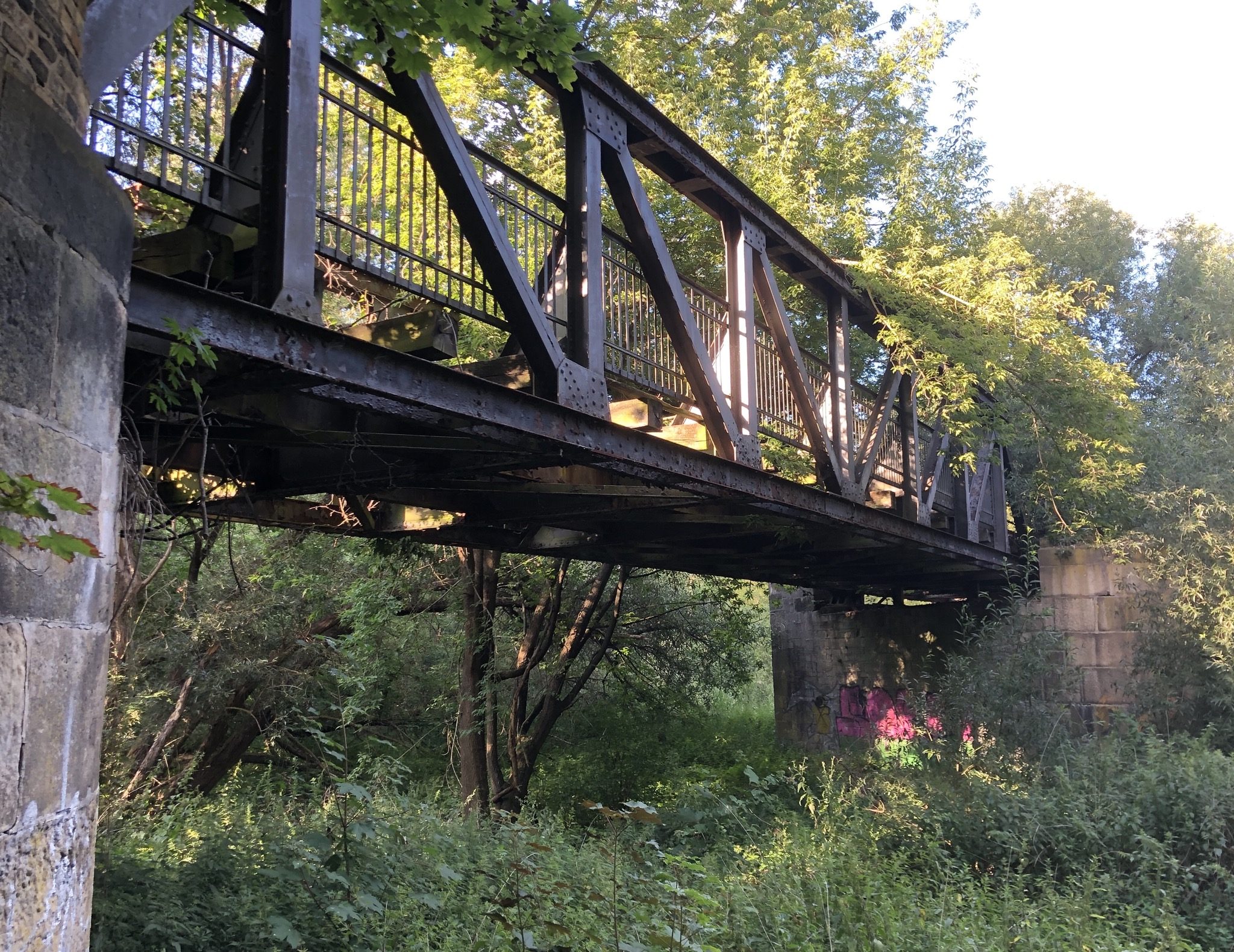
Brücke über die Taube Elbe, 2020

Die Brücke über die Taube Elbe ist eine denkmalgeschützte Eisenbahnbrücke und -trasse in Magdeburg in Sachsen-Anhalt.
Sie befindet sich im nördlichen Teil des Rotehornparks im Magdeburger Stadtteil Werder auf der Rotehorninsel. Die Brücke selbst befindet sich östlich der Stadtparkstraße. Zum Denkmal gehört neben der Brücke über die Taube Elbe auch die Strecke über den Zollhafen und den Winterhafen. Südwestlich schließt sich die Hubbrücke Magdeburg über die Stromelbe, nordöstlich die Brücke über die Alte Elbe an. Beide sind ebenfalls denkmalgeschützt.
Brücke und Trasse waren Teil der 1846/47 im Zuge der Eisenbahnstrecke Potsdam–Magdeburg gebauten Bahnstrecke Biederitz–Magdeburg-Buckau. Die aufgrund einer militärischen Bedeutung auch Kanonenbahn genannte Strecke wurde 1998 stillgelegt.
Im örtlichen Denkmalverzeichnis sind Brücke und Trasse unter der Erfassungsnummer 094 76763 als Baudenkmal verzeichnet.